# مکس دیوانه ۲
مکس دیوانه ۲  (با عنوان جنگجوی جاده در ایالات متحده اکران شد) (انگلیسی: Mad Max 2) فیلمی در ژانر اکشن، علمی–تخیلی و پسارستاخیزی استرالیایی به کارگردانی جرج میلر است که در سال ۱۹۸۱ منتشر شد. از بازیگران آن می‌توان به مل گیبسون اشاره کرد.
جرج میلر فیلمنامهٔ آن را با همکاری تری هیز و برایان هننت نوشته است. این فیلم دومین قسمت از فرنچایز مکس دیوانه به‌شمار می‌رود. در این فیلم، مل گیبسون بار دیگر در نقش مکس راکاتانسکی ظاهر می‌شود و داستان مردی سخت‌جان را روایت می‌کند که به گروهی از ساکنان کمک می‌کند تا از خود در برابر دسته‌ای از راهزنان متحرک دفاع کنند. فیلم‌برداری در مناطق اطراف بروکن هیل، نیو ساوت ولز، در صحرای استرالیا واقع در نیو ساوت ولز انجام شد.
مکس دیوانه ۲ در ۲۴ دسامبر ۱۹۸۱ در استرالیا اکران شد و با تحسین گستردهٔ منتقدان روبه‌رو شد؛ بازی گیبسون، موسیقی متن، فیلم‌برداری، صحنه‌های اکشن و طراحی لباس ستایش شدند و استفادهٔ حداقلی از دیالوگ در فیلم، که برای فیلمی اکشن بی‌سابقه بود، مورد توجه ویژه قرار گرفت. این فیلم همچنین در گیشه موفق بود و جلوه‌های پساآخرالزمانی و پَنک آن، به محبوبیت این ژانر در سینما و ادبیات داستانی کمک شایانی کرد. در دهمین دورهٔ جوایز ساترن، فیلم جایزهٔ بهترین فیلم بین‌المللی را دریافت کرد و در پنج شاخهٔ دیگر نامزد شد: بهترین کارگردانی، جایزه ساترن برای بهترین بازیگر مرد برای گیبسون، بهترین بازیگر نقش مکمل مرد برای بروس اسپنس، بهترین فیلمنامه و بهترین طراحی لباس برای نورما موریسو. مکس دیوانه ۲ به‌طور گسترده به‌عنوان یکی از فهرست فیلم‌هایی که بهترین محسوب می‌شوند و یکی از بهترین دنباله‌های سینمایی در تاریخ شناخته می‌شود، و باشگاه‌های هواداری فیلم و فعالیت‌های مرتبط با «جنگجوی جاده» تا سدهٔ ۲۱ ادامه یافته‌اند.
پس از فیلم مکس دیوانه در سال ۱۹۷۹، این فیلم دومین قسمت و پیش‌زمینه‌ای برای فیلم‌های بعدی یعنی مکس دیوانه: در آن سوی تاندردوم (۱۹۸۵)، مکس دیوانه: جاده خشم (۲۰۱۵) و فیوریوسا: حماسه مکس دیوانه (۲۰۲۴) است.

## خلاصه داستان
«مکس» مأمور پلیس سابق، اکنون یک مرد آواره تنهاست که در سرزمین‌های استرالیا که به بیابانی خشک تبدیل شده سفر می‌کند. تنها هدف او زنده ماندن است تا اینکه به گروه کوچکی از مردم بی دفاع برمی‌خورد که توسط یک دسته موتور سوار مورد آزار و اذیت قرار می‌گیرند و تصمیم می‌گیرد به آن‌ها کمک کند…

## مشروح داستان
پس از آن‌که جنگ جهانی سوم به کمبود گستردهٔ سوخت و ویرانی زیست‌محیطی می‌انجامد، تمدن فرو می‌پاشد و جهان به ورطهٔ بربریت کشیده می‌شود. مکس راکاتنسکی، افسر پیشین پلیس که از مرگ خانواده‌اش رنج می‌برد، در صحرای استرالیا، با سگش به دنبال غذا و بنزین سرگردان است. او با مهارت رانندگی و تفنگ تک‌لول خود، گروهی از راهزنان به رهبری موتورسوار دیوانه‌ای به نام وز را پشت سر می‌گذارد، از وسایل نقلیهٔ واژگون‌شدهٔ تعقیب‌کنندگان بنزین می‌دزدد و یک کامیون نیمه‌یدک‌کش را بررسی می‌کند.
کمی بعد، مکس قصد دارد سوخت یک هواچرخ رهاشده را بردارد، اما خلبان آن در کمین نشسته است. مکس با کمک سگش بر او غلبه می‌کند و در برابر صرف نظر کردن از کشتن او، از او می‌خواهد که به پالایشگاهی که پیدا کرده، راهنمایی‌اش کند. آن‌ها به پالایشگاه می‌رسند؛ جایی که هر روز مورد حملهٔ گروهی موتورسوار، از جمله وز، قرار می‌گیرد.
روز بعد، مکس شاهد حملهٔ راهزنان به خودروهایی است که در تلاش‌اند مجتمع پالایشگاه را ترک کنند. او تنها بازماندهٔ یکی از این خودروها، مردی به نام ناتان را نجات می‌دهد و در ازای بازگرداندن او به پالایشگاه، خواستار سوخت می‌شود. اما ناتان پیش از دریافت کمک جان می‌سپارد و پاپاگالو، رهبر ساکنان، اعلام می‌کند که با مرگ ناتان، توافق نیز منتفی است. ساکنان قصد دارند خودروی مکس را مصادره کنند و او را بیرون بیندازند که ناگهان راهزنان بازمی‌گردند و پیشنهاد مذاکره می‌دهند. در این میان، کودک وحشی ساکن پالایشگاه، که کودکی رَمیده است، همراه وز را با بومرنگ فلزی‌اش می‌کشد و وز خواستار انتقام می‌شود. اما لرد هیومانگس (به معنی لرد غول‌پیکر و قُلتَشَن)، رهبر نقاب‌دار راهزنان، وعده می‌دهد که اگر سوخت پالایشگاه را به‌دست‌آورد، از جان ساکنان خواهد گذشت و برای یک روز عقب‌نشینی می‌کند. با این‌حال، در میان ساکنان دربارهٔ اعتماد به حرف او اختلاف‌نظر به‌وجود می‌آید.
مکس پیشنهادی تازه مطرح می‌کند: او می‌تواند کامیونی را که پیش‌تر دیده بیاورد تا آن‌ها با آن تانکر پر از سوختشان را نجات دهند، به شرطی که خودروی خودش را پس بگیرد و هر میزان سوختی را که بتواند حمل کند، دریافت کند. ساکنان می‌پذیرند. شب‌هنگام، مکس پیاده و با مقداری سوخت از میان اردوگاه راهزنان می‌گذرد. او خلبان هواچرخ را پیدا می‌کند و وادارش می‌کند او را نزد کامیون ببرد. مکس کامیون را راه می‌اندازد و با وجود آسیب‌هایی که در مسیر می‌بیند، آن را به پالایشگاه می‌رساند، در حالی که هواچرخ هم همراهی‌اش می‌کند.
پاپاگالو از مکس دعوت می‌کند تا با آن‌ها به سمت «بهشت شمالی» برود، اما مکس پیشنهاد را رد می‌کند و تصمیم می‌گیرد سوختش را بردارد و راه خودش را برود. در همین زمان، وز با خودروی نیتروز اکسیدی لرد هیومانگس سر می‌رسد و باعث تصادف مکس می‌شود. یکی از راهزنان سگ مکس را می‌کشد و قصد جان خودش را نیز دارد، اما تلاش راهزنی دیگر برای برداشت سوخت از باک، باعث انفجار خودرو می‌شود. مکس نیمه‌جان رها می‌شود تا اینکه خلبان با هواچرخ او را نجات داده و به پالایشگاه بازمی‌گرداند.
با وجود زخم‌هایش، مکس اصرار دارد که خودش رانندهٔ کامیون در عملیات فرار باشد. گروه با ترکیب او، خلبان در هواچرخ، پاپاگالو در خودرویی دیگر، سه نفر از ساکنان که روی بدنهٔ تانکر سوار شده‌اند، و کودک وحشی که به‌هنگام حرکت سوار کامیون می‌شود، نقشهٔ فرار را اجرا می‌کنند. راهزنان به تعقیب کامیون می‌پردازند و در همین زمان، باقی ساکنان با خودروهای کوچک‌تر و در حالی که پالایشگاه را برای انفجار آماده کرده‌اند، از مجتمع می‌گریزند.
در جریان تعقیب‌وگریز، پاپاگالو، سه ساکن همراه و خلبان همگی کشته می‌شوند. مکس کامیون را دور می‌زند و در اوج نبرد با وز، لرد هیومانگس با کامیون برخورد می‌کند و هر دو کشته می‌شوند. کامیون از مسیر منحرف می‌شود و واژگون می‌گردد. بازماندگان راهزن به محل حادثه می‌رسند و با دیدن شن‌هایی که از تانکر بیرون می‌ریزد، درمی‌یابند که فریب خورده‌اند و تعقیب را رها می‌کنند. مکس، کودک وحشی را از میان لاشه بیرون می‌کشد و با دیدن شن‌هایی که از تانکر می‌ریزد، حقیقت را درمی‌یابد. خلبان با هواچرخ بازمی‌گردد و مکس و او با لبخند درمی‌یابند که کامیون فقط یک فریب بوده و سوخت واقعی در بشکه‌هایی داخل خودروهای دیگر منتقل شده است.
خلبان به‌عنوان جانشین پاپاگالو رهبری گروه را بر عهده می‌گیرد و آن‌ها را به‌سوی شمال راه می‌برد. کودک رمیده، که بعدها به «رئیس قبیلهٔ بزرگ شمالی» تبدیل می‌شود، در روایت برون‌متنی خود می‌گوید که دیگر هرگز «جنگجوی جاده» را ندید.

## بازیگران
- مل گیبسون در نقش مکس راکاتانسکی، یکی از اعضای پیشین گشت بزرگراه استرالیا (نیروی اصلی گشت، MFP) که پس از کشته‌شدن خانواده‌اش به دست یک باند موتورسوار، نیروی پلیس را ترک کرد و همهٔ اعضای باند را از بین برد. تجربهٔ آن رخدادها در فیلم مکس دیوانه او را به مردی فروپاشیده و تلخ تبدیل کرده، اما در این فیلم تصمیم می‌گیرد به ساکنان برای اجرای نقشه‌شان کمک کند.
- بروس اسپنس در نقش کاپیتان ژیرو، سرگردانی که با استفاده از هواچرخی فرسوده به دنبال سوخت و تدارکات می‌گردد. او نیز در نهایت تصمیم می‌گیرد به ساکنان بپیوندد و از مجتمع آن‌ها دفاع کند. ریچارد کورلیس در مجلهٔ تایم این شخصیت را «طنزی دیوانه‌وار از خلبان تک‌خال جنگ جهانی اول» توصیف می‌کند: «لاغر همچون مترسک، شاد و رنگارنگ، با لبخند جیمز کابرن و پوسیدگی شدید دندان‌ها».[۱۰]
- مایکل پرستون در نقش پاپاگالو، رهبر آرمان‌گرای گروهی از ساکنان که در پالایشگاهی محاصره‌شده پناه گرفته‌اند. با وجود محاصره‌شدن آن‌ها توسط یک باند خشن، پاپاگالو «با وقاری پرادعا بار مسئولیتش را به دوش می‌کشد».[۱۰] در نسخهٔ رمان فیلم، گذشتهٔ او گسترش یافته و او به‌عنوان یکی از مدیران ارشد یکی از شرکت‌های نفتی بزرگ (موسوم به "۷ خواهر") معرفی می‌شود که خانواده‌اش را در جنگ از دست داده و به بیابان پناه برده و در آنجا با دیگر آوارگان پیوند یافته و رهبری تلاش آنان برای ایجاد تمدنی نو را بر عهده گرفته است.
- مکس فیپس در نقش تودی، منادی گروه هیومانگس و یک چاپلوس کلاسیک.
- ورنون ولز در نقش وز، موتورسوار موهاکی‌پوش با لباسی چرمی که معاون هیومانگس است. وینسنت کنبی در نیویورک تایمز او را «شرورترین پیرو هیومانگس…[و] غولی عظیم‌الجثه که سوار بر موتور با حالتی روان‌پریشانه غرش می‌کند» توصیف کرد.[۱۱] میلر در گفت‌وگویی با دنی پیری در سال ۱۹۸۵ گفت که شخصیت‌های وز و مکس تقریباً آینهٔ یکدیگر هستند.[۱۲] مجلهٔ امپایر در سال ۲۰۱۱ وز را به‌عنوان برترین شخصیت معاون شرور تاریخ سینما معرفی کرد.[۱۳]
- چِل نیلسون در نقش لرد هیومانگس، رهبر خشن، اما پرجذبه و سخنور یک «باند وحشی از غارتگران موتورسوار پس از فاجعهٔ اتمی»[۱۱] که ساکنان باقی‌ماندهٔ بیابان را غارت، تجاوز و قتل می‌کنند. میلر در گفت‌وگو با دنی پیری اظهار داشت که تصور می‌کند هیومانگس «افسری نظامی بوده که دچار سوختگی شدید صورت شده» و «ممکن است در همان واحدی خدمت کرده باشد که همتایش پاپاگالو نیز عضو آن بوده».[۱۲]
- امیل مینتی در نقش کودک وحشی، پسربچه‌ای هشت‌ساله[۱۰] که در نزدیکی پالایشگاه در بیابان زندگی می‌کند. او تنها با غرغر و ناله ارتباط برقرار می‌کند، شلوارک و چکمه‌هایی از پوست حیوانات به تن دارد و با بومرنگ فلزی‌اش که با دستکش زرهی مخصوص می‌گیرد، از خود دفاع می‌کند.
- ویرجینیا هی در نقش زن جنگجو، یکی از ساکنان که در ابتدا به مکس اعتماد ندارد.
- ویلیام زاپا در نقش زتا، یکی از ساکنان.
- آرکی وایتلی در نقش دختر کاپیتان، دختری جوان و زیبا که تصمیم می‌گیرد همراه با دیگر ساکنان باقی بماند و به‌جای فرار با کاپیتان ژیرو، او را نیز ترغیب به ماندن می‌کند.
- استیون جی. اسپیرز در نقش مکانیک، یکی از ساکنان که پاراپلژی دارد.
- سید هیلن در نقش غرغرو، پیرمردی از ساکنان که کلاه و نشان‌های نظامی بر تن دارد.
- مویرا کلاکس در نقش «ربکا بزرگ»، یکی از ساکنان که با کمان و تیر از خود دفاع می‌کند و ابتدا خواهان پذیرش پیشنهاد گذر ایمن از سوی هیومانگس است.
- دیوید دونر در نقش ناتان، یکی از ساکنان که برای یافتن کامیونی جهت کشیدن تانکر نفت از مجتمع خارج می‌شود. او در درگیری با موتورسواران هیومانگس زخمی می‌شود و پس از بازگردانده‌شدن به پالایشگاه توسط مکس، می‌میرد.
- دیوید اسلینگزبی در نقش مرد ساکت، یکی از ساکنان.
- کریستوفر گریوز در نقش دستیار مکانیک، یکی از ساکنان.
- مکس فیرچایلد در نقش قربانی شکست‌خورده، یکی از ساکنان که اسیر شده و به جلوی خودروی هیومانگس بسته شده است. گیبسون و فیرچایلد تنها بازیگرانی هستند که در هر دو فیلم مکس دیوانه و مکس دیوانه ۲ حضور دارند، اگرچه فیرچایلد در هر فیلم نقش متفاوتی ایفا می‌کند.
- تیلور کاپین در نقش قربانی سرسخت، ساکنی که اسیر شده و به جلوی خودروی هیومانگس بسته شده است.
- جری او. سالیوان (با نام جیمی براون) در نقش جوان طلایی، همراه وز که با بومرنگ کودک وحشی کشته می‌شود.

## تولید

### توسعه
پس از اکران فیلم مکس دیوانه، کارگردان جرج میلر تلاش کرد فیلمی راک اند رول بسازد که عنوان موقتی آن Roxanne بود. میلر و تری هیز پس از همکاری بر روی رمان‌نویسی اقتباسی فیلم مکس دیوانه، در لس آنجلس گرد هم آمدند تا فیلمنامهٔ Roxanne را بنویسند، اما این پروژه در نهایت کنار گذاشته شد. سپس میلر علاقه‌مند شد بار دیگر به دنیای مکس دیوانه بازگردد، چرا که بودجهٔ بیشتر به او اجازه می‌داد بلندپروازانه‌تر عمل کند. او گفته بود: «ساخت مکس دیوانه تجربه‌ای بسیار ناخوشایند برایم بود. هیچ کنترلی بر نتیجهٔ نهایی نداشتم»، اما «فشار زیادی برای ساخت دنباله وجود داشت و احساس می‌کردم که می‌توانیم در فیلم دوم بهتر عمل کنیم». میلر با الهام از کتاب قهرمان با هزار چهره اثر جوزف کمبل و نظریات کارل گوستاو یونگ، و همچنین آثار آکیرا کوروساوا، تری هیز را به‌عنوان نویسندهٔ فیلمنامه دعوت به همکاری کرد. برایان هننت نیز به‌عنوان هم‌نویسنده، دستیار اول کارگردان و کارگردان واحد دوم به پروژه پیوست.

### فیلم‌برداری

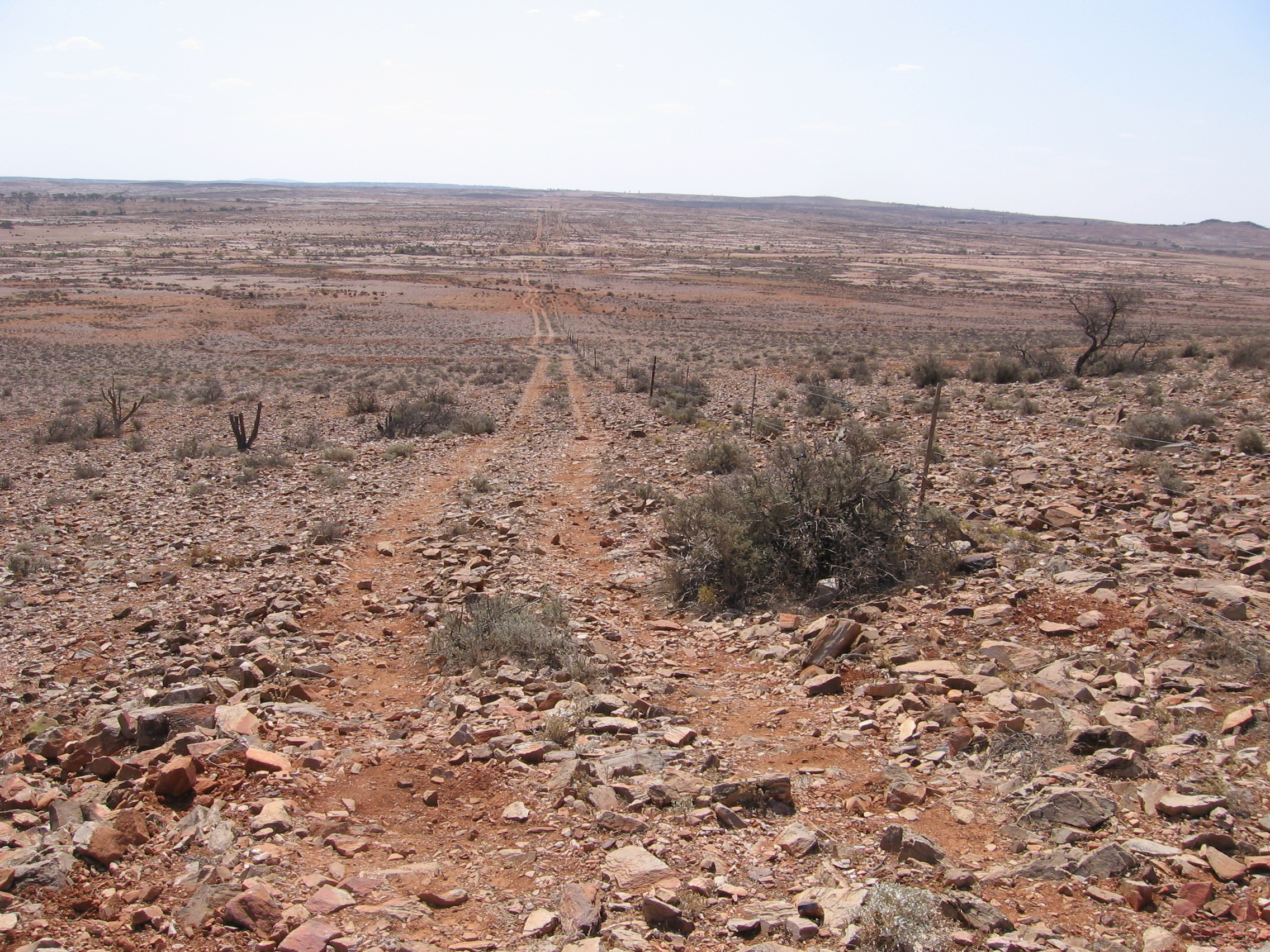
فیلم‌برداری در بیابان‌های اطراف شهر معدنی دورافتادهٔ بروکن هیل، نیو ساوت ولز انجام شد.

تصویربرداری اصلی طی دوازده هفته در زمستان ۱۹۸۱ در نزدیکی بروکن هیل، نیو ساوت ولز انجام شد. صحنه‌ای که در آن خودرو تعقیب منفجر می‌شود و واژگون می‌گردد، در جادهٔ ویلنجی، نزدیک چشم‌انداز دشت‌های موندی موندی در حومهٔ سیلورتن، نیو ساوت ولز فیلم‌برداری شد. فیلم‌برداری همچنین در منطقهٔ پینکلز انجام شد، جایی که دکور مجتمع پالایشگاه نفت ساخته شد.
در یکی از صحنه‌ها، گای نوریس، هماهنگ‌کنندهٔ بدلکاری، هنگام پرتاب‌شدن از موتورسیکلت و برخورد پا با خودرو، دچار شکستگی استخوان ران شد. این آسیب در نسخهٔ نهایی فیلم دیده می‌شود.

### موسیقی
موسیقی فیلم مکس دیوانه ۲ توسط آهنگساز استرالیایی برایان می ساخته و رهبری شد. او پیش‌تر موسیقی مکس دیوانه را نیز ساخته بود. آلبوم موسیقی متن این فیلم در سال ۱۹۸۲ توسط شرکت Varèse Sarabande منتشر شد.

### سانسور
نسخهٔ اولیهٔ فیلم خونین‌تر و خشن‌تر بود، اما برای دریافت درجهٔ "M" از سوی سانسورچیان استرالیایی، به‌طور قابل توجهی کوتاه شد. صحنه‌ها و توالی‌هایی به‌طور کامل حذف شدند و برخی دیگر ویرایش شدند. هنگام ارسال فیلم به انجمن سینمایی آمریکا (MPAA)، دو صحنهٔ دیگر نیز کوتاه شدند (صحنه‌ای که وز پیکان را از بازویش بیرون می‌کشد و صحنه‌ای که بومرنگ را از سر «جوان طلایی» بیرون می‌کشد). نسخه‌ای از فیلم که این صحنه‌ها را پیش از سانسور MPAA دارد، باقی مانده، اما نسخه‌ای که شامل صحنه‌های حذف‌شدهٔ اولیه باشد، وجود ندارد.

## بازخورد

### گیشه
مکس دیوانه ۲ در گیشه موفق بود و تنها در استرالیا ۱۰٫۸ میلیون دلار استرالیا فروش کرد که دو برابر فروش فیلم مکس دیوانه در همان کشور بود و آن را به پرفروش‌ترین فیلم استرالیایی در گیشهٔ استرالیا بدل کرد. با این‌حال، چون فیلم [[گالیپولی (فیلم ۱۹۸۱)|گالیپولی] زودتر در سال ۱۹۸۱ اکران و ۱۱٫۷ میلیون دلار فروش کرده بود، مکس دیوانه ۲ هرگز این عنوان را به‌طور رسمی در اختیار نداشت.
در ایالات متحده، این فیلم ۲۳٫۶ میلیون دلار آمریکا فروخت، و گیشه داخلی آن ۱۱ میلیون دلار بود، که از فروش فیلم قبلی نیز بیشتر شد. زمانی‌که فیلم نخست در سال ۱۹۸۲ در آمریکا اکران شد، به‌دلیل واگذاری مالکیت شرکت آمریکن اینترنشنال پیکچرز به Filmways، اکران مناسبی نداشت و این موضوع بر فروش آن تأثیر گذاشت. برادران وارنر پیکچرز تصمیم گرفتند مکس دیوانه ۲ را در آمریکا اکران کنند، اما چون فیلم اول در آمریکای شمالی چندان شناخته‌شده نبود (گرچه در نمایش‌های تلویزیونی کابلی محبوب‌تر می‌شد)، نام دنباله را به The Road Warrior تغییر دادند. تبلیغات فیلم، از جمله پوسترها، پیش‌نمایش‌ها و آگهی‌های تلویزیونی، هیچ اشاره‌ای به شخصیت مکس نمی‌کرد و تلاش می‌شد فیلم به‌عنوان اثری مستقل معرفی شود. برای بسیاری از مخاطبان آمریکایی، تنها هنگام تماشای تصاویر آرشیوی سیاه‌وسفید آغاز فیلم بود که دریافتند The Road Warrior دنباله‌ای بر Mad Max است. زمانی که شرکت Vestron Video نسخهٔ خانگی Mad Max را عرضه کرد، از این فرصت استفاده کرد و آن را «اثر مهیج پیش از The Road Warrior» معرفی کرد.
در خارج از ایالات متحده، این فیلم (شامل استرالیا) ۲۵ میلیون دلار از محل اجاره‌های سینمایی درآمد داشت و در مجموع، در سراسر جهان ۳۶ میلیون دلار به‌دست‌آورد، و آن را به پرفروش‌ترین فیلم استرالیایی در سطح جهانی تبدیل کرد.

### واکنش منتقدان
این فیلم با تحسین گستردهٔ منتقدان روبه‌رو شد و از سوی بسیاری به‌عنوان یکی از بهترین فیلم‌های سال ۱۹۸۱ شناخته می‌شود. در وبگاه راتن تومیتوز که بر پایهٔ بازبینی جمعی عمل می‌کند، فیلم بر اساس ۶۲ نقد امتیاز تأیید ۹۴٪ با میانگین امتیاز ۸٫۴۰ از ۱۰ دارد؛ جمع‌بندی منتقدان این سایت چنین است: «جنگجوی جاده همان چیزی است که یک دنبالهٔ پرهزینه از مکس دیوانه باید باشد: بزرگ‌تر، سریع‌تر، پرصداتر، اما مطمئناً نه ابلهانه‌تر.» در متاکریتیک، این فیلم با ۱۵ نقد، امتیاز ۷۷ از ۱۰۰ را کسب کرده که نشانگر «بازخورد کلی مثبت» است.
منتقد فیلم راجر ایبرت از روزنامهٔ شیکاگو سان-تایمز به فیلم سه و نیم ستاره از چهار ستاره داد و آن را نمونه‌ای از «فیلم‌سازی ماهرانه» دانست. او فیلم را «اثری سراسر اکشن، پرانرژی و یکی از بی‌وقفه‌ترین و پرخاشگرانه‌ترین فیلم‌های تاریخ» توصیف کرد. هرچند ایبرت اشاره کرد که فیلم چشم‌انداز آینده‌ای خشن را بدون شخصیت‌پردازی یا دیالوگ بسط می‌دهد و تنها بر «استخوان‌بندی حداقلی یک داستان» تکیه دارد، اما سکانس‌های اکشن آن را ستود. او سکانس تعقیب‌وگریز پایانی را «باورنکردنی و به‌خوبی حفظ‌شده» خواند و جلوه‌های ویژه و بدلکاری‌ها را «تماشایی» دانست که اثری «ترسناک، گاه مشمئزکننده و (راستش را بخواهید) هیجان‌انگیز» به‌جا می‌گذارند.
وینسنت کنبی در نقد خود در نیویورک تایمز نوشت: «هرگز تصویری از جهان هولوکاست هسته‌ای چنین ویران و خشن، یا چنین مملو از اکشن و گاه طنز، مانند آنچه در فیلم آخرالزمانی جنگجوی جاده اثر جرج میلر دیده می‌شود، ارائه نشده بود؛ یک خیال‌پردازی سینمایی افراطی که چون کتاب مصوری سادیستی-مازوخیستی زنده شده است». چارلز میشنر در مجلهٔ نیوزویک بازی مل گیبسون را به‌دلیل «مردانگی آسان‌گیر و بی‌ادعا» تحسین کرد و گفت: «طنز ظریف استرالیایی او، هرچند خاص فرهنگ آنجاست، اما ویژگی‌ای است که از او یک ستارهٔ مرد جهانی می‌سازد».
گری آرنولد در واشینگتن پست نوشت: «هرچند به‌نظر می‌رسد پیروزی از دستانش می‌لغزد، اما میلر همچنان استعدادی شگرف است، با توانایی تصویرسازی و عمق احساسی که یادآور ویژگی‌های برانگیزانندهٔ بهترین کارگردانان اکشن مانند آکیرا کوروساوا، سام پکین‌پا و سرجو لئونه است». پالین کیل فیلم مکس دیوانه ۲ را یک «جهش‌یافته» توصیف کرد که از تقریباً همهٔ ژانرهای اکشن زاده شده و «جریانی پیوسته از انرژی» را با تدوین سریع و خشن خلق می‌کند، اما تلاش میلر برای «دست‌یافتن به مفهوم جهانی قهرمان» را کوششی می‌داند که فیلم را «بی‌لذت، آبکی و احساساتی» کرده است.
ریچارد شِیب مکس دیوانه ۲ را «از معدود دنباله‌هایی می‌داند که به‌شکلی چشمگیر از اثر اصلی بهتر است». او آن را «کتاب مصوری پرجنب‌وجوش» و «سواری هیجان‌انگیز بی‌وقفه‌ای» توصیف کرد که «برخی از هیجان‌انگیزترین بدلکاری‌ها و تصادف‌های خودرویی تاریخ سینما را در خود دارد». شِیب معتقد است که فیلم «چشم‌انداز پسافاجعه را به معادل مرزهای غرب وحشی بدل می‌کند»، به‌طوری‌که «مکس با بازی مل گیبسون می‌تواند همان کلینت ایستوودِ مرد بی‌نام باشد» که به «مردم ساده و وحشت‌زده» در برابر «سرخ‌پوستان یورش‌گر» کمک می‌کند.
کریستوفر جان در مجلهٔ Ares شمارهٔ ۱۳ نوشت: «فیلمنامهٔ فشرده، بازی‌های درخشان و ریتم نفس‌گیر آن، که مخاطب را بی‌نفس می‌کند، باعث شده یکی از بهترین فیلم‌های علمی‌تخیلی سال باشد. این فیلم همچنین جرئت دارد چهرهٔ واقعی مرگ را نشان دهد. بازی مل گیبسون در نقش مکس سخت، تلخ و واقع‌گرایانه است؛ او نه قهرمان است و نه ترسو، بلکه مردی است گرفتار در آینده‌ای دیوانه، که بی‌هراس با آن روبه‌رو می‌شود». در دانشنامهٔ علمی‌تخیلی آمده است: مکس دیوانه ۲ «با تمام انرژی و درخشش کتاب‌مصوری‌اش… یک فیلم بهره‌کشی در خلاقانه‌ترین حالت ممکن است».

### جوایز
در بیست‌وچهارمین دورهٔ جوایز مؤسسه فیلم استرالیا، فیلم جوایز بهترین کارگردانی، بهترین تدوین، بهترین طراحی صحنه، بهترین صدا و بهترین طراحی لباس را از آن خود کرد و نامزد بهترین فیلم‌برداری و بهترین موسیقی متن نیز شد؛ این فیلم بیشترین تعداد نامزدی و جایزه را در این مراسم کسب کرد، اما در بخش بهترین فیلم نامزد نشد. در دهمین دورهٔ جوایز ساترن که از سوی آکادمی فیلم‌های علمی-تخیلی، فانتزی و ترسناک برگزار می‌شود، فیلم برندهٔ جایزهٔ بهترین فیلم بین‌المللی شد و در شاخه‌های بهترین کارگردانی، جایزه ساترن برای بهترین بازیگر مرد (برای مل گیبسون)، بهترین بازیگر نقش مکمل مرد (برای بروس اسپنس)، بهترین فیلمنامه و بهترین طراحی لباس نیز نامزد شد. همچنین فیلم موفق به دریافت جایزهٔ انجمن منتقدان فیلم لس آنجلس برای بهترین فیلم خارجی‌زبان شد و برای جایزه هوگو بهترین نمایش درام نیز نامزد گردید؛ جرج میلر (فیلم‌ساز) نیز جایزهٔ بزرگ جشنوارهٔ فیلم‌های فانتزی آووریا را برای کارگردانی این فیلم دریافت کرد.

### میراث
تصویر ارائه‌شده از آینده‌ای پساآخرالزمانی در این فیلم چنان تأثیرگذار بود که نگاه سخت‌گیرانه و «جامعهٔ زباله‌دانیِ آینده» در آن، به الگویی بدیهی در فیلم‌های علمی‌تخیلی اکشن امروزی تبدیل شده است. در مجموعهٔ مکس دیوانه، مضامین و تصویرسازی‌های ویران‌شهری، آخرالزمانی و پسارستاخیزی الهام‌بخش بسیاری از هنرمندان بوده است تا در آثار خود حال‌وهوای این مجموعه را بازآفرینی کنند؛ همچنین، باشگاه‌های هواداری و فعالیت‌های الهام‌گرفته از «جنگجوی جاده» تا قرن بیست‌ویکم ادامه یافته‌اند.
در سال ۲۰۰۸، مجلهٔ امپایر فیلم مکس دیوانه ۲ را در فهرست «۵۰۰ فیلم برتر تمام دوران» خود گنجاند. همچنین، نیویورک تایمز این فیلم را در فهرست «۱۰۰۰ فیلم برتر تاریخ» قرار داد. مجلهٔ انترتینمنت ویکلی در سال ۱۹۹۹، مکس دیوانه ۲ را در رتبهٔ ۹۳ فهرست «۱۰۰ فیلم برتر تاریخ» و در نسخهٔ به‌روزشدهٔ سال ۲۰۱۳، در رتبهٔ ۴۱ این فهرست قرار داد. همچنین، شخصیت مکس در این نشریه، در جایگاه یازدهم «خونسردترین قهرمانان فرهنگ عامه» قرار گرفت. در سال ۲۰۱۶، جیمز کاریزما از مجلهٔ پلی‌بوی فیلم را در رتبهٔ یازدهم «۱۵ دنباله‌ای که به‌مراتب بهتر از فیلم اصلی هستند» قرار داد.
در سال ۲۰۱۰، موزه‌ای به مکس دیوانه ۲ در شهر کوچک سیلورتن (۲۵ کیلومتری بروکن هیل در نیو ساوت ولز) توسط آدریان و لیندا بنت راه‌اندازی شد؛ آن‌ها پس از نقل‌مکان به سیلورتن، مجموعه‌ای از اشیای مرتبط با فیلم‌های مکس دیوانه را گردآوری کرده بودند.